# Chetogena nigricornis
Chetogena nigricornis là một loài ruồi trong họ Tachinidae.